# NGC 3735
NGC 3735 је спирална галаксија у сазвежђу Змај која се налази на NGC листи објеката дубоког неба.
Деклинација објекта је + 70° 32' 8" а ректасцензија 11h 35m 57,1s. Привидна величина (магнитуда) објекта NGC 3735 износи 11,9 а фотографска магнитуда 12,6. Налази се на удаљености од 40,773 милиона парсека од Сунца. NGC 3735 је још познат и под ознакама UGC 6567, MCG 12-11-36, CGCG 334-42, IRAS 11330+7048, PGC 35869.